# 白井恭弘
白井 恭弘（しらい やすひろ）は、日本の言語学者。ケース・ウェスタン・リザーブ大学教授。専門分野は、第一・第二言語習得論（テンス・アスペクト）、言語教育。 

## 人物
東京で生まれる。上智大学外国語学部英語学科卒業後、浦和市立高校教諭(在職中に早稲田大学専攻科英語英文学専攻修了)を経て、カリフォルニア大学ロサンゼルス校（UCLA）大学院にて修士課程(英語教授法専攻)、博士課程(応用言語学専攻)修了、Ph.D.(応用言語学)。
大東文化大学外国語学部英語学科助教授、カーネギーメロン大学現代語学科客員准教授、コーネル大学現代語学科助教授、同アジア研究学科准教授(tenured)、香港中文大学日本語研究学科客員教授・教授、ピッツバーグ大学教授・言語学科長などを経て、現職。言語科学会（JSLS）第3代会長。
現在は学術誌First Language の共同編集者、 International Review of Applied Linguistics in Language Teaching, Journal of Cognitive Science などの編集委員。    
専攻は言語学（テンス・アスペクト）、言語習得論。特に、生成文法による説明が主だったテンス・アスペクトの習得に対して、認知言語学的な説明を与え、いくつかの関連する仮説を提唱した。

## 主張
- 誤った信念、差別、偏見などを解決するために、科学の成果を生かして「証拠に基づいた社会」（evidence-based society）を目指す必要があると主張している。[3]
- 言語習得に必要な最低条件を、「インプット＋アウトプットの必要性」としており、それらさえあれば頭の中のリハーサルによって言語習得が行われるとしている。[4]
- 生成文法による言語習得理論に異を唱え、いくつかの代替する仮説を提唱している。

## 著作

### 単著
- 『外国語学習に成功する人、しない人 第二言語習得論への招待』（岩波科学ライブラリー） 2004年
- 『外国語学習の科学―第二言語習得論とは何か』岩波新書　2008
- 『耳からマスター!しゃべる英文法』監修・著 (コスモピア) 2009年
- 『英語教師のための第二言語習得論入門』大修館書店　2012
- 『英語はもっと科学的に学習しよう』中経出版　2013
- 『ことばの力学 応用言語学への招待』岩波新書 2013
- Connectionism and second language acquisition (Routledge)  2019年　など多数

### 共著
- The acquisition of lexical and grammatical aspect (Mouton de Gruyter) 共著 2000年
- Handbook of East Asian Psycholinguistics: Japanese (Cambridge University Press) 共編著 2006年　など多数